# Marche-en-Famenne

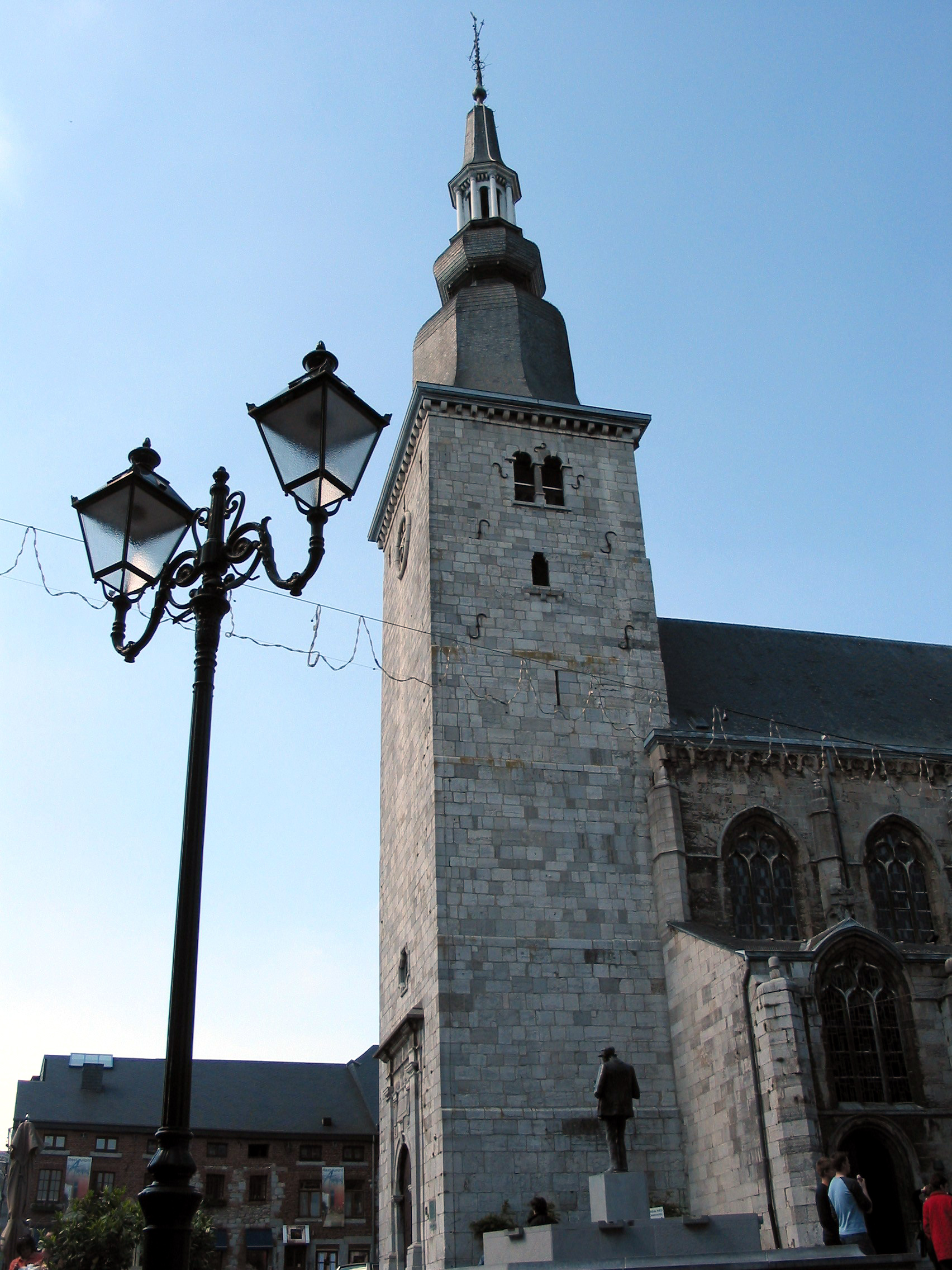
La chiesa St-Remacle.

Marche-en-Famenne (in vallone Måtche-el-Fåmene, in lussemburghese Mark) è un comune del Belgio facente parte della Comunità francofona del Belgio, situato nella Regione Vallonia e nella provincia di Lussemburgo.
Al 1º luglio 2004, la popolazione totale del comune è di 16.766 abitanti (8.245 uomini e 8.521 donne). La superficie totale è di 136,08 km² che porta ad una densità di popolazione di 123,21 abitanti per km².

## Geografia fisica
Il territorio è diviso in frazioni: Marche-centre, Aye, Hargimont, Humain, On, Roy, Waha, Marloie, Grimbiémont, Lignières, Hollogne, Champlon-Famenne, Verdenne.

## Storia
Qui fu firmato l'Editto perpetuo del 1577, che prevedeva il ritiro delle forze iberiche dai Paesi Bassi spagnoli.